# Аналітичний многовид
Аналіти́чний многови́д — це многовид з аналітичними функціями переходу.

## Загальний опис
Топологічний многовид {\displaystyle M} вимірності {\displaystyle n} є дійсним аналітичним многовидом, якщо він має атлас {\displaystyle \phi _{\alpha }:U_{\alpha }\to \mathbb {R} ^{n}}, {\displaystyle \alpha \in A}, такий, що функції переходу {\displaystyle \phi _{\alpha }^{\beta }=\phi _{\beta }\circ \phi _{\alpha }^{-1}:\phi _{\alpha }(U_{\alpha }\cap U_{\beta })\to \phi _{\beta }(U_{\alpha }\cap U_{\beta })} — дійсно-аналітичні для всіх {\displaystyle \alpha ,\beta \in A} з {\displaystyle U_{\alpha }\cap U_{\beta }\neq \emptyset }.
Такий атлас називається аналітичним.
{\displaystyle M} є комплексним (аналітичним) многовидом вимірності {\displaystyle n}, якщо для локальних карт {\displaystyle \phi _{\alpha }:U_{\alpha }\to \mathbb {C} ^{n}} функції переходу {\displaystyle \phi _{\alpha }^{\beta }} — голоморфні відображення.
Аналітичний многовид — те саме, що аналітичний простір, усі точки якого неособливі. Комплексний многовид вимірності 1 називається рімановою поверхнею.

## Приклади
- Дійсний проективний простір {\displaystyle \mathbb {P} _{\mathbb {R} }^{n}=(\mathbb {R} ^{n+1}\setminus \{0\})/\sim }, де {\displaystyle x\sim y\in \mathbb {R} ^{n+1}\setminus \{0\}}, якщо {\displaystyle y=\lambda x} для деякого {\displaystyle \lambda \in \mathbb {R} ^{\times }}. Клас еквівалентності точки {\displaystyle x=(x_{1},\dots ,x_{n+1})\in \mathbb {R} ^{n+1}\setminus \{0\}} позначимо {\displaystyle [x_{1}:\dots :x_{n+1}]\in \mathbb {P} _{\mathbb {R} }^{n}}. Атлас для {\displaystyle \mathbb {P} _{\mathbb {R} }^{n}} може складатись з {\displaystyle n+1} карти, індексованих {\displaystyle 1\leq j\leq n+1}: відкритих множин {\displaystyle U_{j}=\{[x_{1}:\dots :x_{j}:\dots :x_{n+1}]\mid x_{j}\neq 0\}}, гомеоморфізмів {\displaystyle \phi _{j}:U_{j}\to \mathbb {R} ^{n}}, {\displaystyle \phi _{j}[x_{1}:\dots :x_{j}:\dots :x_{n+1}]=(x_{1}/x_{j},\dots ,x_{j-1}/x_{j},x_{j+1}/x_{j},\dots ,x_{n+1}/x_{j})}, це визначає функції переходу {\displaystyle \phi _{j}^{i}(y_{1},\dots ,y_{n})=(y_{1}/y_{i},\dots ,y_{i-1}/y_{i},y_{i+1}/y_{i},\dots ,y_{j-1}/y_{i},1/y_{i},y_{j}/y_{i},\dots ,y_{n}/y_{i})} для {\displaystyle i<j} і подібні для {\displaystyle i>j}. Оскільки {\displaystyle \mathbb {P} _{\mathbb {R} }^{n}} є ізоморфним {\displaystyle S^{n}/\{1,-1\}}, він є компактним многовидом.

- Комплексний проективний простір — комплексний компактний многовид {\displaystyle \mathbb {P} _{\mathbb {C} }^{n}=(\mathbb {C} ^{n+1}\setminus \{0\})/\sim }, визначається аналогічно дійсному.

Оскільки функції переходу алгебричні, то {\displaystyle \mathbb {P} _{\mathbb {R} }^{n}} і {\displaystyle \mathbb {P} _{\mathbb {C} }^{n}} є алгебричними многовидами.

## Властивості
Будь-який компактний аналітичний підпростір комплексного многовиду {\displaystyle \mathbb {P} _{\mathbb {C} }^{n}} є алгебричною підмножиною, тобто множиною спільних нулів сім'ї однорідних поліномів з {\displaystyle \mathbb {C} [x_{1},\dots ,x_{n+1}]} (теорема Чжоу).
Поле {\displaystyle K(X)} мероморфних функцій на компактному комплексному многовиді {\displaystyle X} вимірності {\displaystyle n} має степінь трансцендентності {\displaystyle \mathrm {deg\,tr} \,K(X)\leq n} над {\displaystyle \mathbb {C} } (теорема Зігеля).
Якщо {\displaystyle \mathrm {deg\,tr} \,K(X)=n}, то такий {\displaystyle X} називається многовидом Мойшезона.
Для ґратки загального положення {\displaystyle \Lambda \subset \mathbb {C} ^{n}}, {\displaystyle \Lambda \cong \mathbb {Z} ^{2n}}, {\displaystyle n\geq 2}, комплексний тор {\displaystyle X=\mathbb {C} ^{n}/\Lambda } не є многовидом Мойшезона, оскільки {\displaystyle K(X)=\mathbb {C} }.
Кожен келерів многовид Мойшезона є проективним алгебричним, тобто допускає вкладення в проективний простір як алгебрична підмножина (теорема Мойшезона).